# Cairo International Velodrome
Cairo International Velodrome – kryty tor kolarski w Kairze, stolicy Egiptu. Został otwarty w grudniu 2019 roku. Może pomieścić 3500 widzów. Długość drewnianego toru kolarskiego wynosi 250 m. Obiekt znajduje się na terenie kompleksu sportowego wokół Cairo International Stadium.
Budowa toru rozpoczęła się w 1990 roku, ale obiekt przez długi czas pozostawał nieukończony. Próbnej inauguracji areny dokonano dopiero przy okazji rozegranej na tym torze w dniach 27–30 grudnia 2019 roku 9. edycji mistrzostw krajów arabskich w kolarstwie torowym. Obiekt nie był wówczas jeszcze w pełni ukończony, m.in. brakowało części krzesełek na trybunach.
W dniach 1–5 września 2021 roku na torze rozegrane zostały mistrzostwa świata juniorów. Impreza pierwotnie miała odbyć się w sierpniu 2020 roku, ale z powodu trwającej pandemii COVID-19 była ona dwukrotnie przekładana, najpierw na kwiecień, a następnie na wrzesień 2021 roku.
Tor kolarski ma drewnianą nawierzchnię, a jego długość wynosi 250 m. Do przestrzeni wewnątrz toru prowadzi tunel. Trybuny areny mogą pomieścić 3500 widzów. Obiekt jest w pełni przykryty dachem, jednak przestrzeń między gruntem i zadaszeniem pozostawiono niezabudowaną, co umożliwia swobodną cyrkulację powietrza.